# Pyzówka
Pyzówka – wieś w Polsce położona w województwie małopolskim, w powiecie nowotarskim, w gminie Nowy Targ, w małej kotlinie podgórskiej w obszarze źródeł potoku Obroczna. Nad Pyzówką góruje niewysoki grzbiet górski Janiłówki i Trubacza. Na pograniczu Lasku oraz Pyzówki (ok. 2 km od centrum wsi) znajduje się przystanek kolejowy, posiadający regularne połączenia Regio do Krakowa i Zakopanego.

## Położenie
Miejscowość leży w kotlinie Orawsko-Nowotarskiej, na wysokości 700–750 m n.p.m., przy trzech głównych ulicach (Podhalańska, Turystyczna i Władysława Orkana), które zbiegają się przy małym placyku (Jana Kazimierza), gdzie stoi kaplica Niepokalanego Poczęcia Najświętszej Maryi Panny. Zabudowę tworzą małe osiedla, które noszą nazwy: Kowole, Lalikówka, Zagroda, Drągówka, Sołtystwo, Knapówka, Pasternik. Najwyżej położone domy wznoszą się na stoku Janiłówki, na osiedlach Grapa i Rabice. Lasy świerkowe w rejonie Trubacza noszą nazwy: Okrąg, Bieskid, Bucznik. Za granicą morawczyńską znajduje się las Trąbówka i Do Młak, a za granicą z Laskiem las Mazurka. Nad wsią od strony południowo-wschodniej wznosi się Brześcina. Północne stoki tego wzniesienia nadają się do uprawiania narciarstwa zjazdowego.

## Historia
Wieś królewska Śreniawa, położona w drugiej połowie XVI wieku w powiecie sądeckim województwa krakowskiego, należała do tenuty nowotarskiej. 
W 1606 r. wieś założył dzierżawca starostwa nowotarskiego Jan Pieniążek, który w roku 1596 otrzymał od króla Zygmunta III Wazy przywilej zakładania osad w starostwie. Według lustracji z 1638 roku było tu sołtystwo, trzynastu zarębników płacących podatek po 10 złotych oraz zagrodnicy płacący po 2 złote, dający przędzę po 3 łokcie, a także składający daninę ze słomy. Zarębnicy odrabiali po 12 dni w roku pańszczyzny, a zagrodnicy po 6 dni w roku. Folwark ten został zlikwidowany w połowie XVIII wieku; ziemię rozparcelowano i rozdano chłopom. We wsi było wówczas 14 ról i sołtystwo, o czym do dziś świadczy nazwa roli Sołtystwo w środku wsi. Sołtystwem władali wtedy Jan i Regina Czerwińscy, którzy otrzymali przywilej własności od króla Augusta III w 1750 roku. W okresie zaborów Pyzówka wchodziła w skład cesarskich dóbr kameralnych. Sekcja klikuszowska obejmowała wsie Niwa, Obidowa, Klikuszowa, Lasek, Morawczyna, Pyzówka, Pieniążkowice, Dział, Załuczne i Długopole. W 1819 r. wieś sprzedano Sebastianowi Stadnickiemu. Ponownie założono folwark w Pyzówce, w którym chłopi odrabiali pańszczyznę. 
W 1899 r. przez przełęcz Sieniawską, pomiędzy Pyzówką a Klikuszową, poprowadzono linię kolejową z Chabówki do Zakopanego. W 1932 r. powstała OSP w Pyzówce. 
Do 1950 r. działał we wsi tartak Jana Parzygnata napędzany kołem nasiębiernym. W 1954 r. wybudowano budynek przystanku kolejowego. W latach 1956–57 wybudowano Dom Ludowy, w latach 1958-59 przeprowadzono elektryfikację wsi, a w latach 1964-65 wzniesiono budynek szkoły. W latach 1975–1998 miejscowość administracyjnie należała do województwa nowosądeckiego.
29 maja 2001 r. nad miejscowością przeszła trąba powietrzna.
W 2007 r. reaktywowano Klub Sportowy Krokus Pyzówka. Od 2019 roku drużyna piłki nożnej bierze udział w rozgrywkach B Klasy. Przy szkole podstawowej w latach 2010–2013 wybudowano boisko piłkarskie, a w latach 2014–2015 salę gimnastyczną.
Urodził się tu Władysław Smereczyński (ur. 10 października 1895, zm. 17 lipca 1958 w Świdrze) – podpułkownik piechoty Wojska Polskiego, komendant Okręgu Lwów Związku Walki Zbrojnej i Armii Krajowej od października 1941 roku do grudnia 1942 roku, komendant Okręgu Stanisławów ZWZ-1 w latach 1940–1941, komendant Okręgu Stanisławów ZWZ od września do października 1941 roku.

## Parafia Kościoła rzymskokatolickiego
W 1786 r. Pyzówka należała do parafii w Klikuszowej. Podczas dwudziestolecia międzywojennego wybudowano kaplicę Niepokalanego Poczęcia Najświętszej Maryi Panny. 1 grudnia 1984 r. kardynał Franciszek Macharski utworzył parafię w Pyzówce. 
Na południe od kościoła, przy ulicy Władysława Orkana, znajduje się cmentarz parafialny.

Galeria
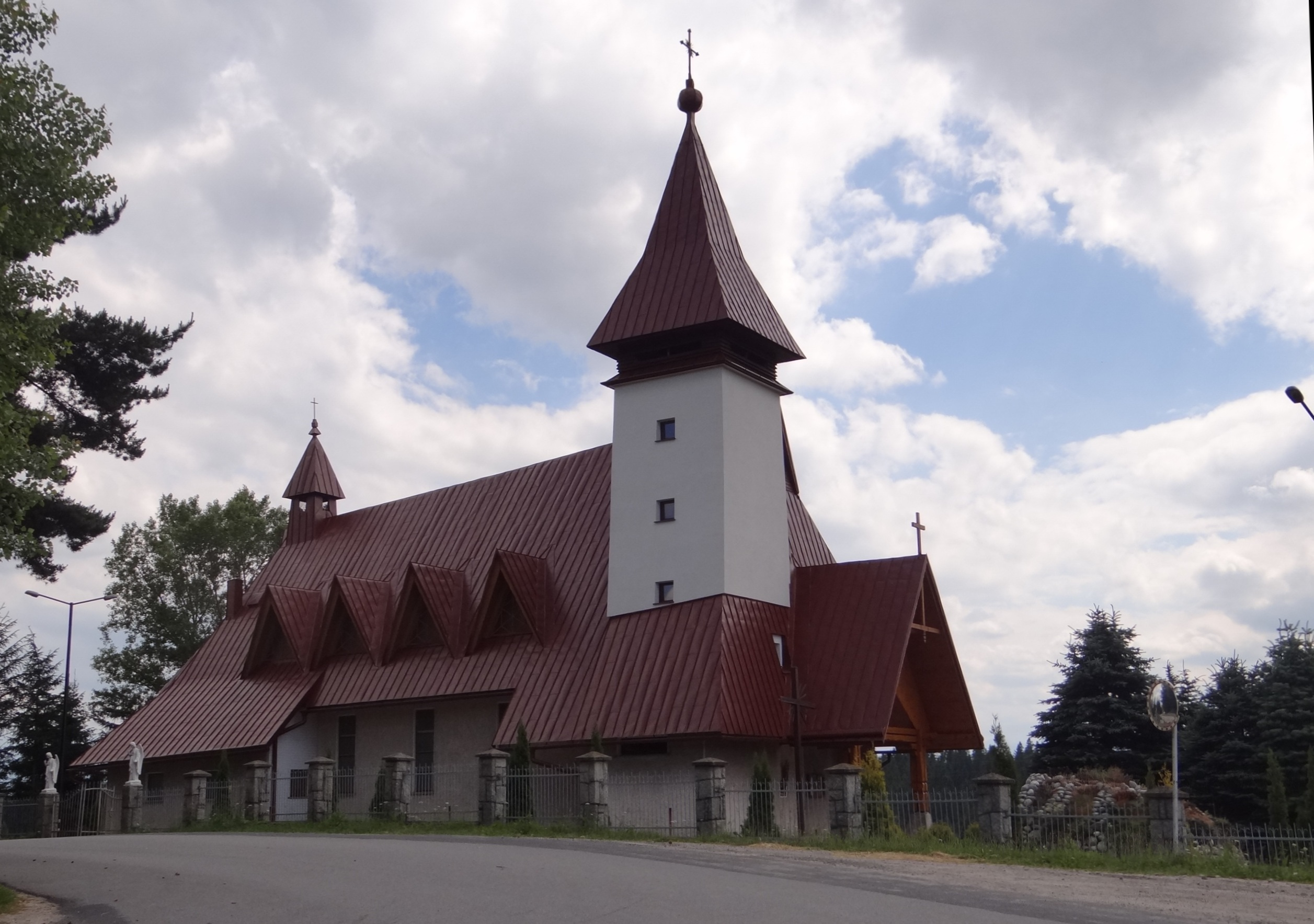
Kościół parafialny w Pyzówce
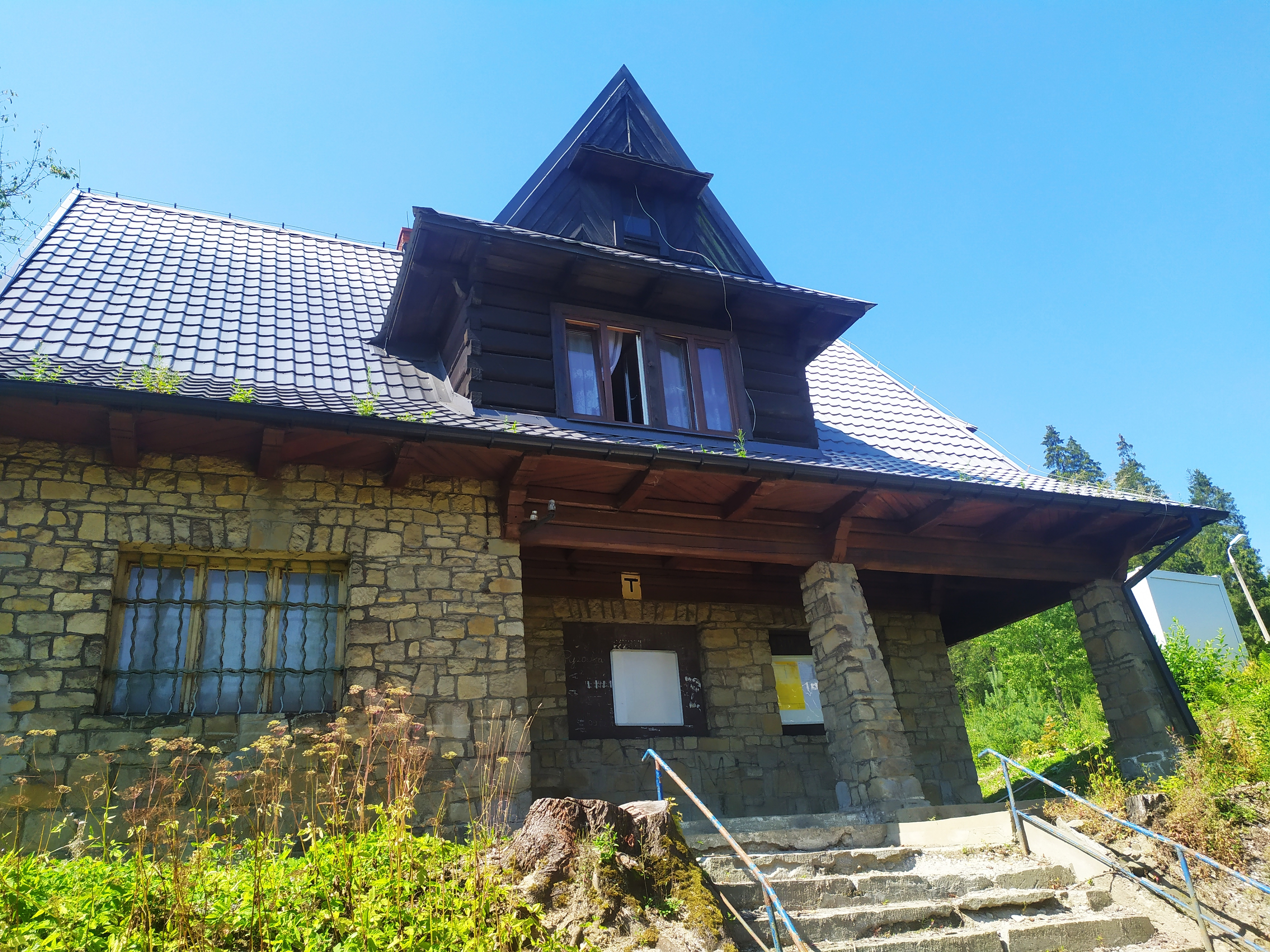
Stacja kolejowa Pyzówka
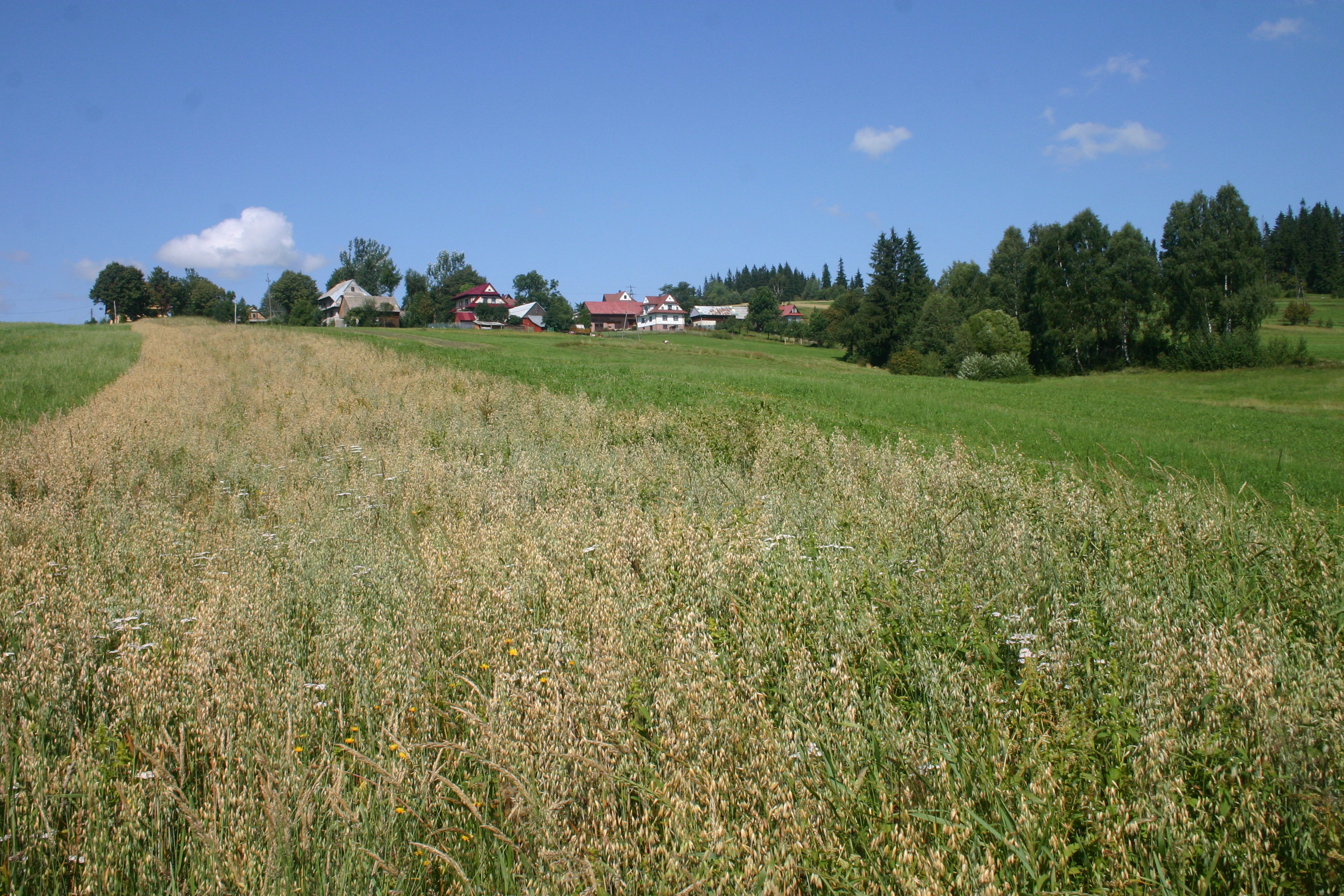
Pyzówka (przysiółek Grapa)
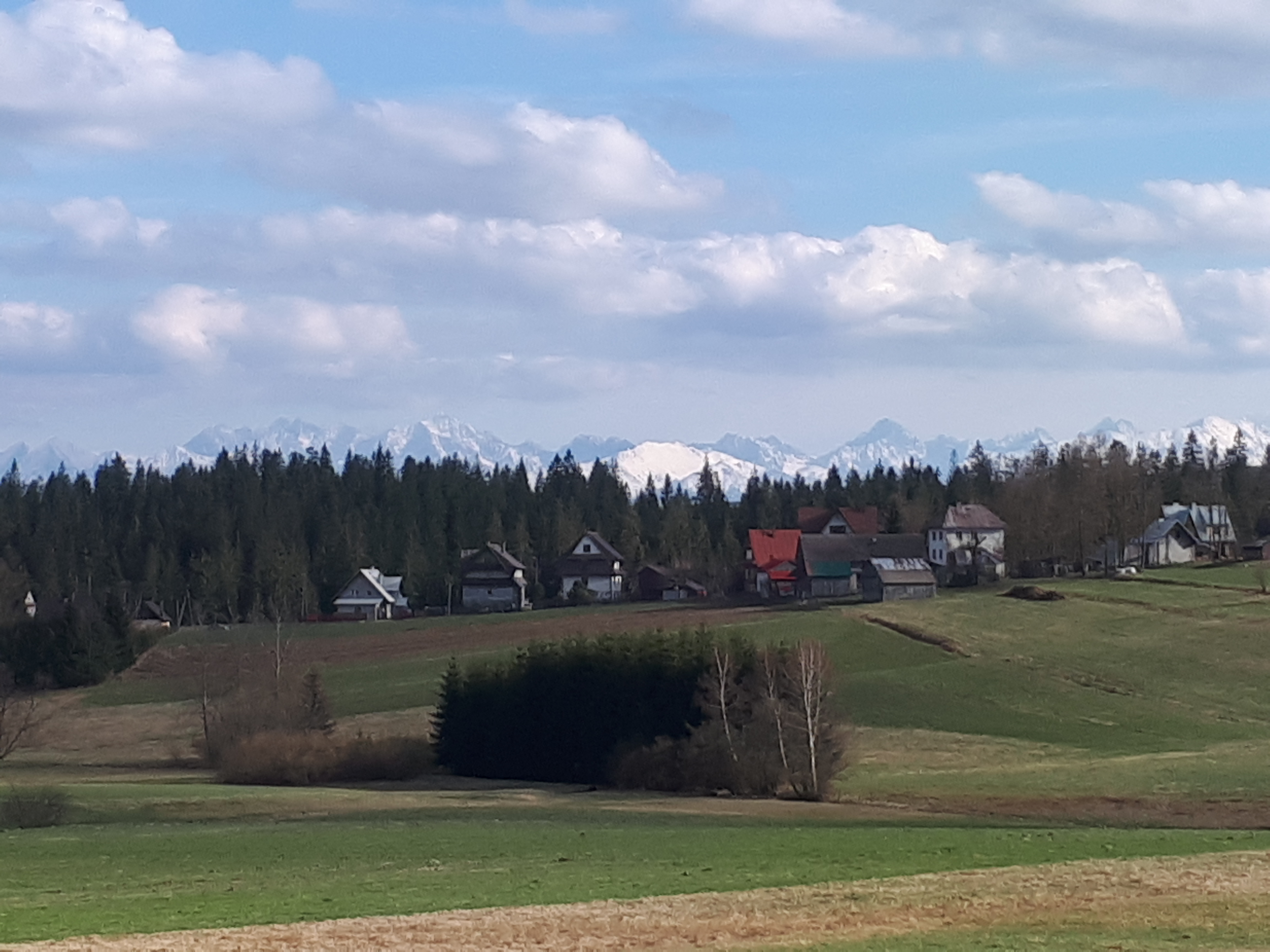
Widok na Tatry